# Saint-Michel-sur-Savasse
Saint-Michel-sur-Savasse – miejscowość i gmina we Francji, w regionie Owernia-Rodan-Alpy, w departamencie Drôme.
Według danych na rok 1990 gminę zamieszkiwały 343 osoby, a gęstość zaludnienia wynosiła 31 osób/km² (wśród 2880 gmin regionu Rodan-Alpy Saint-Michel-sur-Savasse plasuje się na 1287. miejscu pod względem liczby ludności, natomiast pod względem powierzchni na miejscu 1044.).